# Kjeld Philip
Pour les articles homonymes, voir Philip.
Kjeld Philip, né le 3 avril 1912 à Copenhague (Danemark) et mort le 27 octobre 1989, est un homme politique et diplomate danois, membre du Parti social-libéral danois (RV) et ancien ministre.